# Eißel
Eißel is een plaats in de in het noorden van de gemeente Thedinghausen in het landkreis Verden in Nedersaksen, Duitsland. Door Eißel loopt het riviertje de Eiter, die verderop in de Wezer uitmondt. De Landesstraße L203 voert langs Eißel.